# 第11方面軍 (日本軍)
第11方面軍（だいじゅういちほうめんぐん）は、大日本帝国陸軍の方面軍の一つ。

## 沿革
第二次世界大戦末期、絶対国防圏の要石とされたサイパンを失い、レイテ戦に失敗し、大本営は1945年（昭和20年）1月20日に本土（北海道、本州、四国、沖縄を除く九州）の維持を作戦目的とした「帝国陸海軍作戦計画大綱」を決定、本土に於ける軍の編制を根本的に改めた。
第11方面軍は同年2月6日に、東北地方を作戦地域として編成され、当初は防衛総司令部の指揮下、その後4月8日には新設の第1総軍の指揮下に入り、連合国軍との本土決戦に備えたが、交戦することなしに日本軍の無条件降伏となった。なお、司令部は方面軍の創設から編成完結までの時間が短かったため、北海道東部の防衛を担任していた第27軍(2月1日付で廃止)の司令部要員を移駐させて編成された。
なお、第11方面軍司令官は東北軍管区司令官を兼ね、軍管区司令官としては天皇に直隷した。また、参謀長、参謀副長も、東北軍管区のそれを兼ねた。この兼任によって、実質的に東北軍管区部隊にも指揮を及ぼしていた。

## 第11方面軍概要
- 通称号：進
- 編成時期：1945年（昭和20年）2月1日
- 最終位置：仙台
- 最終上級部隊：第1総軍

## 第11方面軍の人事

### 司令官
- 吉本貞一 中将：1945年2月1日 -
- 藤江恵輔 大将：1945年8月7日 -

### 参謀長
- 石井正美 少将：1945年2月1日 -
- 今井一二三 少将：1945年8月7日 -

### 参謀副長
- 前沢長重 少将：1945年6月1日 -

### 最終司令部構成
- 司令官：藤江恵輔大将
- 参謀長：今井一二三少将
- 参謀副長：前沢長重少将
- 高級参謀：武居清太郎大佐
- 高級副官：調所広周中佐
- 兵器部長：永山力大佐
- 経理部長：生地竹之助主計少将
- 軍医部長：岡田恒吉軍医少将
- 獣医部長：高亀広獣医大佐
- 法務部長：鈴木権太郎法務大佐

### 最終所属部隊
- 第50軍
  - 第157師団
  - 第308師団
  - 独立混成第95旅団：石黒岩太少将

- 第72師団
- 第142師団
- 第222師団
- 第322師団
- 独立混成第113旅団：亀川良夫少将[1]
- 第8工兵司令部：岩崎成雄大佐 　 
  - 独立工兵第85大隊 　 　 　
  - 独立工兵第86大隊：堀田昌宏少佐 　 　
  - 独立工兵第87大隊
- 戦車第44連隊：原卓郎少佐（最終位置：盛岡）

砲兵部隊
- 独立山砲兵第12連隊：佐藤富太郎大佐
- 独立速射砲第21大隊：駒野昇大尉
- 独立重砲兵第34大隊：（最終位置：塩釜）
- 独立高射砲第48大隊：岡野静喜大尉
- 迫撃砲第2大隊：中尾猶助少佐
- 迫撃砲第3大隊

兵站部隊　 　 　
- 第33警備司令部：山下良眼少将
- 第69兵站地区隊
- 第17野戦輸送司令部：川崎吉次大佐

通信部隊
- 電信第38連隊：林武平少佐
- 第11方面軍通信隊